# Житков, Борис Степанович
Бори́с Степа́нович Житко́в (30 августа [11 сентября] 1882 год, Новгород — 19 октября 1938 года, Москва) — русский и советский писатель, прозаик, путешественник и исследователь. Автор популярных приключенческих рассказов и повестей, произведений о животных и романа «Виктор Вавич» о революции 1905 года.

## Биография
Родился 30 августа (по старому стилю) 1882 года в Новгороде (в личном деле студента Императорского Новороссийского университета датой рождения указано 1 сентября 1882 года). Его отец, младший из сыновей Василия Степановича Жидкова, казначея штаба Черноморского флота, «чиновника 7-го класса и кавалера», служил преподавателем математики в Новгородском учительском институте, издал несколько учебников; мать была пианисткой. Детство провёл в Одессе. Получил начальное домашнее образование, окончил Одесскую 5-ю гимназию с математическим уклоном в 1900 году. Во время учёбы подружился с К. И. Чуковским.
После гимназии, в том же 1901 году, поступил на естественное отделение физико-математического факультета Новороссийского университета, которое окончил в 1906 году.
Во время революции 1905 года состоял в боевом студенческом отряде, оборонявшем еврейский квартал от погромщиков, перевозил на паруснике в Одессу из Румынии и Болгарии оружие для революционеров.
После университета сделал карьеру моряка и освоил несколько других профессий. Работал штурманом на парусном судне, был капитаном научно-исследовательского судна, ихтиологом, рабочим-металлистом, инженером-судостроителем, преподавателем физики и черчения, руководителем технического училища, путешественником.
Затем с 1911 по 1916 год учился на кораблестроительном отделении Петербургского политехнического института.
С 1915 по 1918 год находился на военной службе в морской авиации. 31 марта 1916 года был произведён в чин прапорщика по авиационной части, 31 марта 1917 года — в чин подпоручика по адмиралтейству (по авиационной части). С 1917 года работал инженером в Одесском порту, в 1923 году переехал в Петроград. Известен как автор ряда литературных произведений, в том числе, путевых заметок.
Житков скончался от рака лёгких в Москве 19 октября 1938 года. Похоронен на Ваганьковском кладбище, участок 6.

### Семья
Сёстры: Вера (замужем за В. Ф. Арнольдом), Александра (замужем за М. В. Кобецким), Надежда. Внучатый племянник Б. С. Житкова — математик Владимир Игоревич Арнольд.
Первый брак: в 1908 году женился на Фелицате Фёдоровне Гусевой, в этом браке родились двое детей — Фелицата (1910—2000) и Николай (1912?). В 1912 году брак фактически распался.
Второй брак: с Елизаветой Петровной Бахаревой, с 1912 по 1923 г.
Третий брак: с 1924 по 1934 годы был женат на Софье Павловне Ерусальми (1881 — ?), глазном враче по профессии и, по утверждению Корнея Чуковского, племяннице М. В. Кобецкого, с которым Б. С. Житков учился в одесской гимназии.
Четвёртый брак: в последние годы жизни женой Житкова была Вера Михайловна Арнольд.

## Творчество
Борис Житков сотрудничал со многими детскими газетами и журналами: «Ленинские искры», «Новый Робинзон» (изначально — «Воробей»), «Ёж», «Чиж», «Юный натуралист», «Пионер». Работал корреспондентом в Дании.
Житков писал о разных профессиях. В своих произведениях он воспевал и такие черты как компетентность, усердие, а самое главное — чувство ответственности. Герои Житкова часто попадают в экстремальные ситуации: цикл «На воде», «Над водой», «Под водой», «Механик Салерно» и другие. Житков умел придать повествованию уникальную, только ему присущую тональность. В читательское восприятие как непременное условие входил «образ автора» — краткая биографическая справка о Житкове.
Создал циклы детских рассказов «Что я видел» и «Что бывало». Главный герой первого цикла — любознательный мальчик «Алёша-Почемучка», прототипом которого стал маленький сосед писателя по коммунальной квартире Алёша. Рассказы из этого цикла позднее легли в основу мультипликационных фильмов: «Кнопочки и человечки», «Почему слоны?».
Автобиографический рассказ Житкова «Слово» (для взрослых), по мнению литературоведа Михаила Гаспарова, — один «из лучших во всей русской литературе, включая Толстого и Чехова. При жизни он не печатался — не по политическим причинам, он чисто психологический, но написан с такой силой, что ни один журнал не мог его взять: сразу выцветали все соседние. (Напечатано посмертно в журнале „Москва“, 1957, № 5)».

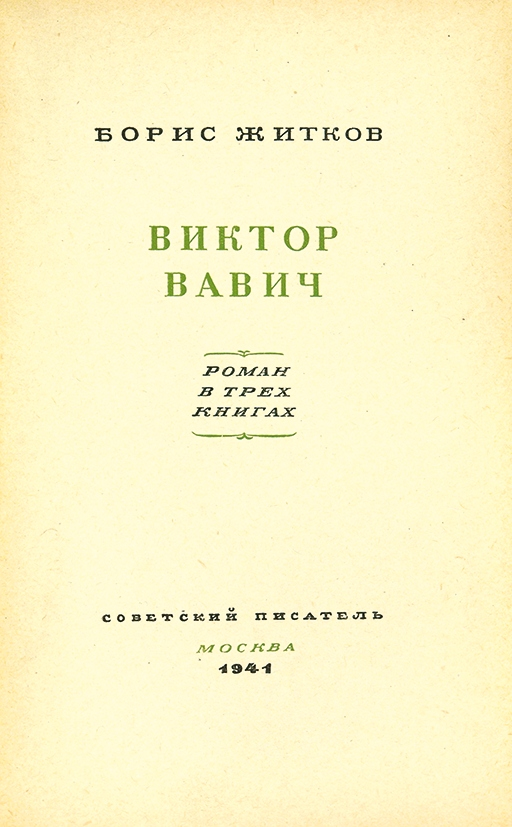
Обложка романа «Виктор Вавич» издания 1941 года

Роман о революции 1905 года «Виктор Вавич» Житков считал своим главным произведением. Роман — это история нравственного падения околоточного Вавича, однако как писал автор: «Книжка-то очень современная, но изображено (внешне) старое. Кажется, будто это анахронично, только поверхностным критикам. Разумеется, что в чеховские времена я так бы не писал». Первые две книги романа увидели свет в 1929 и 1934 году. Тираж полного издания в 3 книгах в 1941 году был почти полностью уничтожен из-за отрицательной рецензии А. Фадеева. Издание романа, доступное широкому кругу читателей в полном объёме, стало возможным лишь в 1999 году, благодаря тому, что Лидия Чуковская сохранила экземпляр книги 1941 года (несколько экземпляров этого издания романа также сохранились в библиотеках). Запоздалая публикация привела к тому, что это значимое произведение после 1933 года выпало из литературного процесса:
Вопреки Булгакову, рукописи горят. Кроме текстов нужна ещё и судьба. Вот, скажем, «Виктор Вавич» Бориса Житкова. Если бы у этого романа была судьба, он занял бы нишу между «Тихим Доном» и «Живаго». Теперь он станет, может быть, лишь темой диссертаций. (Андрей Битов)
Это лучшее, что написано когда-либо о [1]905 годе. Какой стыд, что никто не знает эту книгу. Я разыскал вдову Житкова и поцеловал её руку. (Борис Пастернак)
Рваный, прыгающий стиль романа, нервный язык, почти лишённый эпитетов, брошенные фразы, короткие главки, каждая из которых названа ключевым словом, но ключевым не в сюжете, а в языке повествования, внешние события, без колебаний перемешанные с внутренними монологами героев, виртуозно разные речевые характеристики персонажей, лавиной развивающееся действие, кинематографическая выразительность в сценах еврейского погрома и уличных беспорядков, документальный ужас одиночной камеры — это большой русский роман, масштаба «Живаго», но лучше, много лучше. (Дуня Смирнова)
Во многом эта книга — оправдание интеллигенции, так непростительно заигравшейся в революцию. Читаешь и думаешь: нет, ведь это и впрямь снести было невозможно, невыносимо. Хотя и глупо, конечно, ужасно глупо, как глупо-то, Господи. (Дуня Смирнова)
Понимаете, для меня Житков (и в этом романе, кстати говоря, тоже), он прежде всего стилистический феномен, такая сухая, изящная, очень выпуклая, очень изобразительная, очень кинематографичная проза. Но вообще-то «Виктор Вавич» — как мне представляется, это наш ответ (ну, такой житковский ответ) на «Жизнь Клима Самгина». Ведь что сделал Горький? «Жизнь Клима Самгина» — это роман, в котором он сводит счёты с действительно довольно неприятной прослойкой интеллигентов. Но опять-таки, ничего не поделаешь, эта прослойка — всё-таки носитель очень важных качеств. Она не присоединяется ни к каким толпам, она сохраняет внутри себя атомизированность, некоторый индивидуализм — ну, снобские черты. Понимаете, сноб плохо живёт, но красиво умирает. Вот «Виктор Вавич» — это описание предреволюционного типажа, который ни с кем. И в этом есть своя правда. (Дмитрий Быков)
В фантастическом рассказе «Микроруки», опубликованном в 1931 году, Житков описал способы изготовления и применения микроманипуляторов, одного из направлений нанотехнологий, получивших развитие с началом XXI века.

## Издания
- Житков Б. Злое море. — Л.: ГИЗ, 1924.
- Житков Б. Морские истории. — 1925.

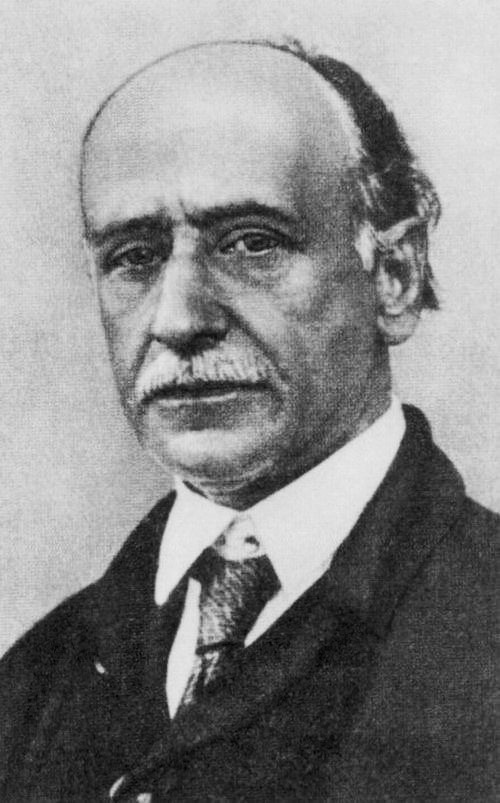

- Житков Б. Элчан-Кайя // "Красная новь, 1926, № 11
- Житков Б. Чёрные паруса. — Л., Радуга, 1927
- Житков Б. Орлянка. — М.-Л., ГИЗ, 1928
- Житков Б. Паровозы. — М.-Л., ГИЗ, 1928
- Житков Б. Удав. — М.-Л., ГИЗ, 1928
- Житков Б. Каменная печать. — М.-Л., 1931
- Житков Б. Микроруки. — М.-Л., Молодая гвардия, 1931
- Житков Б. Морские истории. — М.-Л., ОГИЗ-Молодая гвардия, 1931
- Житков Б. Морские рассказы. — М., Детгиз, 1935
- Житков Б. Рассказы о животных.— М., Детгиз, 1935
- Житков Б. Морские истории. — М.-Л., Детиздат, 1937
- Житков Б. Что я видел.— М.-Л., Детиздат, 1939
- Житков Б. Рассказы.— М.-Л., Детиздат, 1940
- Житков Б. Рассказы о животных. — М.-Л., Детиздат, 1940
- Житков Б. Виктор Вавич. — М.: Советский писатель, 1941
- Житков Б. Рассказы о технике. — М.: Детгиз, 1942.
- Житков Б. Красный командир. — М.: Детгиз, 1956. — (Мои первые книжки).
- Житков Б. Про слона: Рассказы / Художник Н. Петрова. — М: Детская литература, 1980. — 31 с. ил. — (Книга за книгой)
- Житков Б. «Семь огней: Очерки, рассказы, повести, пьесы». — Л., 1982
- Житков Б. «Избранное» (Вступительная статья К. И. Чуковского). — М., 1988
- Житков Б. «Избранное» (Составление, вступит статья и примеч. Вл. Глоцера). — М., 1989
- Житков Б. Рассказы о животных. — М., 1989.
- Житков Б. Рассказы для детей. — М., 1998.
- Житков Б. Виктор Вавич. — М., 1999.
- Житков Б. Как я ловил человечков: Рассказы. — М.: Август, 2001.
- Житков Б. Виктор Вавич. — М., 2007.
- Житков Б. Я больше не буду!. — М.: ЭНАС-Книга, 2011.
- Житков Б. Детский журнал «Воробей».

## Кинематограф
- В кино Б. С. Житкова, одного из главных героев фильма «На миг оглянуться» / «Я жил тогда» (1984, Одесская киностудия, реж. Вяч. Колегаев), сыграл актёр Виктор Проскурин (а его друга К. И. Чуковского — Олег Ефремов (II)).
- В 1967 году на киностудии Мосфильм режиссёрами Алексеем Сахаровым и Александром Светловым по рассказам «Погибель», «Вата» и «Компас» был поставлен фильм «Морские рассказы».
- В 1968 году на Одесской киностудии режиссёром Станиславом Говорухиным по мотивам рассказа Б. Житкова «Механик Салерно» был поставлен фильм «День ангела».
- В 1975 году на киностудии им. Горького режиссёром Эдуардом Бочаровым по мотивам рассказов Б. Житкова был поставлен фильм «Шторм на суше».

Мультфильмы:
- По мотивам рассказов Житкова из цикла «Что я видел»:
  - Кнопочки и человечки. — Сцен. В. Голованова. Реж. М. Новогрудская. Комп. М. Меерович. СССР, 1980.
  - Почему слоны? — Сцен. Ж. Витензон. Реж. М. Новогрудская. Комп. М. Меерович. СССР, 1980.
- Пудя. — Реж. И. Воробьёва. Комп. И. Ефремов. СССР, 1990

## В чужих произведениях
- С. Я. Маршак увековечил Бориса Житкова в своём детском стихотворении «Почта» (1927), сделав главным героем. В этом стихотворении письмо, посланное Житкову, везут за ним по миру через Германию[23], Англию и Бразилию, но никак не могут вручить.

(фрагмент)

Он протягивает снова

Заказное для Житкова.

— Для Житкова?

Эй, Борис,

Получи и распишись!
По этому стихотворению в 1964 году снят мультфильм «Почта», режиссёры Михаил Цехановский и Вера Цехановская (переделка одноимённого мультфильма 1929 года, в котором, однако, герой был переименован в Бориса Пруткова). Житкова и рассказчика озвучил актёр Эраст Гарин.
Житков упоминается также (как уже покойный и отец фронтовика) в стихотворении Маршака «Почта военная» (1943) — своеобразном продолжении «Почты».

## Память
- На Украине именем Бориса Житкова названы три улицы в трёх разных городах: Донецке, Киеве и Одессе.
- В России именем Бориса Житкова названы улицы в городах Тюмень, Волгоград (микрорайон Жилгородок), Москва (Новая Москва, посёлок Лесная сказка).